# Bennie Hek & De Houdoe's
Bennie Hek & De Houdoe's was een band die als uitvinder wordt beschouwd van de zogenaamde "ZeeBra-Rock", Zeeuws-Brabantse Rock. De band brengt liedjes met eigen teksten in het Nederlands en in het Zeeuws-Vlaams. In de periode tussen 2004 en 2014 verwierf de band bekendheid in de Zeeuwse streektaal- en dialectmuziek.
In 2004 kwam in eigen beheer de eerste cd uit "Mega Melige ZeeBra-Rock", hierop staat hun eerste hit "Un hast die a Truus 'eet" (naar A boy named Sue van o.a Johnny Cash). Het nummer was landelijk diverse malen te horen in het radioprogramma Andermans Veren op Radio 2.
In 2006 werd de juryprijs van de liedjeswedstrijd "Zing Zeeuws" gewonnen met het nummer "U'n Zwoele Zômeroavend". 
In 2007 bereikte het nummer "De Solonaise" de 10e plaats in de Carnavals Top 30 van Omroep Brabant. In datzelfde jaar werd met "Truus" de 20ste plaats in de Zeeuwse Top 40 van Omroep Zeeland bereikt.
In 2008 lanceerde de band in samenwerking met Petra de Boevere (alias Het Meisje van de Slijterij) de carnavalssingle "Boemlala". Aansluitend op de Boemlala-hype die werd ingezet in het tv-programma Mooi! Weer De Leeuw werd dit nummer gedraaid door regionale en lokale radiostations in Zeeland, Noord-Brabant, Limburg, Drenthe, Gelderland en Friesland.
Het "Paars met groen gestippelde album" was het eerste volledige album van de band, dat uitkwam in oktober 2008.
In november 2008 werd voor de tweede keer de juryprijs van "Zing Zeeuws" gewonnen, met het lied "Eêns een Zeêuw, altied een Zeêuw". Daarnaast werd de band beloond met de publieksprijs.
Eind 2009 nam de band deel aan het project Bennie Hek & De Slikproppen, dat resulteerde in de opname van de "Zeeuwierballade", die werd geproduceerd door Thijs de Melker. Het nummer is een compositie van Edy van Driel.
Eind april 2012 was het viertal te gast in het radioprogramma TurbuLent van Powned op 3FM bij presentator Bert van Lent.
In 2014 maakte de band bekend te stoppen na 10 jaar ZeeBra-Rock. In september kwam de afscheidssingle "De Leste" uit en op 18 oktober 2014 werd het laatste concert gegeven op de moutzolder van hun favoriete brouwerij in Hulst.
De band werd gevormd door Edy van Driel (zang), Jesse Brock (gitaar), Ries Jacobs (basgitaar) en Joris Verstraeten (drums).